# نفت و گاز تاجیکستان
دولت تاجیکستان حدود ٩٠ درصد از نیازهای انرژی خود را با واردات تأمین می‌کند. بیشتر ذخایر نفت و گاز این کشور در جنوب غرب تاجیکستان در امتداد حوزهٔ آمو-دریا قرار دارد.

## اکتشافات جدید نفت و گاز در تاجیکستان
به گزارش پایگاه اینترنتی روزنامهٔ وال‌استریت ژورنال، شرکت ملی نفت چین (سی‌ان‌پی‌سی)، توتال فرانسه و شرکت انگلیسی-کانادایی تزیس پترولیوم توافقنامه‌ای برای توسعهٔ میدان‌های نفت و گاز در تاجیکستان امضا کردند. بنابر اعلام شرکت تزیس پترولیوم، منطقهٔ باختر احتمال دارد ٣٫٢٢ تریلیون مترمکعب گاز و ۸٫۵ میلیارد بشکه نفت داشته باشد.
چندی پیش نیز یک شرکت نفتی انگلیس در بیانیه‌ای اعلام کرد، تاجیکستان ذخایر نفت و گاز بسیاری دارد که به‌طور قابل توجهی بیشتر از ذخایر باقی‌مانده منابع نفتی در دریای شمال است. 
این میزان نفت در تاجیکستان از ذخایر کشورهای صادرکننده‌ای چون جمهوری آذربایجان با صادرات روزانه ۸۲۰ هزار بشکه، عمان ۷۰۵ هزار بشکه و نروژ ۱ میلیون و ۶۰۰ هزار بشکه بیشتر است.
همچنین میزان منابع گازی تاجیکستان از کشورهای صادرکنندهٔ گاز مانند الجزایر، مصر و ازبکستان بیشتر است.